# ダヴィド・フランサ・オリヴェイラ・エ・シウヴァ
ダヴィド（David）ことダヴィド・フランサ・オリヴェイラ・エ・シウヴァ（ポルトガル語: David França Oliveira e Silva、1982年5月29日 - ）は、ブラジルとポルトガルの元サッカー選手。現役時代のポジションはMF。

## タイトル

### クラブ
ナウチコ
- カンピオナート・ペルナンブカーノ: 2001

フルミネンセ
- コパ・ド・ブラジル: 2007

ゴイアス
- カンピオナート・ゴイアーノ: 2012, 2013
- カンピオナート・ブラジレイロ・セリエB: 2012

アメリカ・ミネイロ
- カンピオナート・ブラジレイロ・セリエB: 2017